# Singani

Singani-Destillation bei Casa Real in Tarija

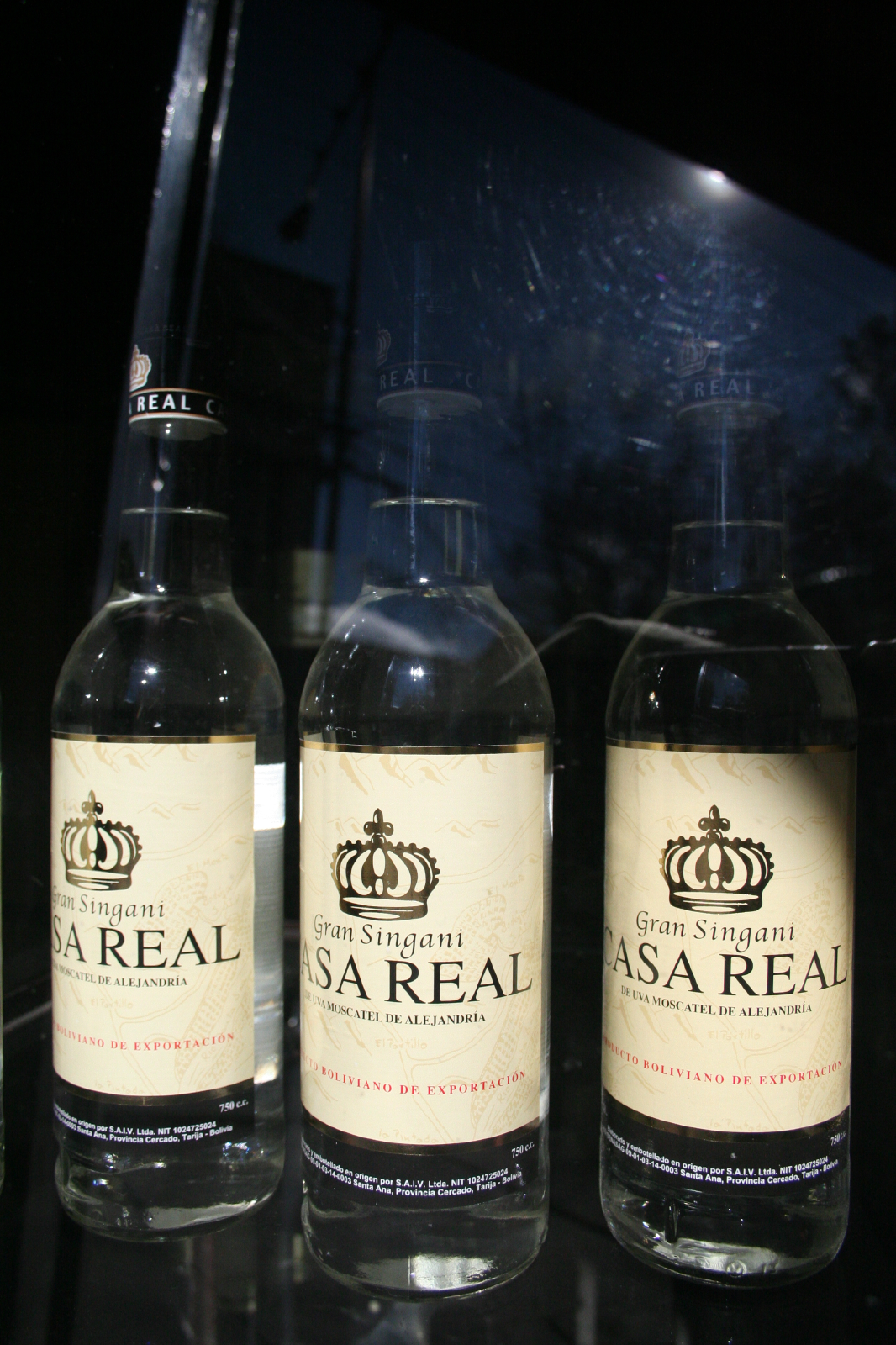
Singani-Flaschen der Marke Casa Real

Singani ist ein hochprozentiger Weinbrand, der aus der Rebsorte Muscat d’Alexandrie gewonnen wird. Er gilt als Nationalschnaps von Bolivien und wird hauptsächlich in der traditionellen Weinanbauregion Boliviens, im Departamento Tarija, hergestellt. Die Herstellung ähnelt dem peruanischen und chilenischen Pisco, die beiden Getränke sollten jedoch nicht gleichgesetzt werden.
Singani ist Bestandteil vieler traditioneller, bolivianischer Cocktails wie dem Chuflay und dem Yungueñito.

## Ursprung
Während der Kolonialzeit und im Zuge der Expansion der Silbergewinnung in den Minen des Cerro Rico in Potosí, begannen die Spanier mit der Kultivierung von Reben in den Tälern südlich von Potosí.
Die Herstellung von Wein erwies sich aufgrund der geografischen und klimatischen Konditionen auf dem Altiplano als schwierig. Aus diesem Grund wurde die Destillation des Weines bevorzugt, welche es ermöglichte, eine Spirituose herzustellen, welche unter dem Namen Singani bekannt wurde.
Die Produktion im größeren Maßstab begann im Umland der Stadt Tarija im Süden Boliviens. Die Ebenen an den Ostabhängen der Anden auf einer Höhe von etwa 1850 m ü. NN bieten optimale klimatische Bedingungen für den Weinbau. Vor allem Julio Ortiz Linares und der 1917 aus Deutschland eingewanderte Franz Kuhlmann leisteten Pionierarbeit. Bodegas Kuhlmann bzw. Kuhlmann y Cia Ltda. mit ihrer Marke Los Parrales gilt auch heute zu den führenden Anbietern von Singanis. Auf Julio Ortiz geht die überregional bekannte Marke Casa Real zurück, welche heute in dritter Generation von der Firma Sociedad Agroindustrial del Valle, Ltda. (S.A.I.V.) produziert wird. In Kooperation mit Steven Soderbergh exportiert der Hersteller seit 2011 Singanis unter der Marke 63 in die USA.

## Herstellung
Ausgangsmaterial für die Herstellung von Singani sind die Trauben der Rebsorte Muscat d’Alexandrie. Nach dem Pressen wird der Most ohne Maische zwischen 5 und 21 Tagen in Stahltanks vergoren. Die Destillation erfolgt im Alambic, wo der Wein in einem, zwei oder drei Durchgängen auf 71° destilliert wird. Mit Anden-Quellwasser wird er auf Trinkstärke herabgesetzt und reift einige Monate in Stahltanks, bevor er in Flaschen abgefüllt wird.
Die führenden Hersteller verwenden heutzutage alle moderne Produktionsanlagen, zum Teil importiert aus der französischen Cognac-Industrie. Typischerweise wird Singani in bis zu vier Qualitätsstufen angeboten: die günstigste Variante für Mixgetränke (meist mit blauem Farbcode), die mittlere Qualität (rot) die gehobene Qualität (schwarz) und gegebenenfalls Sonderabfüllungen der höchsten Qualität. Daneben gibt es eine Vielzahl von Kleinbetrieben (singani artesanal, singani semi-industrial), welche alle Qualitätsstufen abdecken. Das Endprodukt wird zum Teil in kleinen Plastikflaschen oder schmucklosen Großgebinden vertrieben, aber auch in aufwendig gestalteten Glasflaschen für Liebhaber.
In Bolivien sind auch aromatisierte Formen des Singani bekannt, z. B. in La Paz unter der Bezeichnung „Singani Sultana“, dem ein Aroma der Sultana (auch Cascara oder Pulpe der Kaffeekirsche) zugegeben wird.
Besucher der Stadt Tarija werden gerne durch die Fabriken geführt mit anschließender Verkostung.

## Kontrollierte Ursprungsbezeichnung
Singani ist eine kontrollierte Ursprungsbezeichnung, welche die Spirituose, gewonnen aus Muscat d’Alexandrie und hergestellt in bestimmten bolivianischen Gebieten, definiert.
Das Gesetz Nr. 1334 vom 4. Mai 1992 über die kontrollierte Herkunftsbezeichnung definiert Singani als "Spirituose, gewonnen aus der Destillation natürlicher Weine aus frischen Trauben, hergestellt und abgefüllt in den Ursprungsorten.
Dasselbe Gesetz definiert, dass die kontrollierte Ursprungsbezeichnung Singani reserviert ist für Spirituosen, hergestellt und abgefüllt im Zentraltal des Departamento Tarija, in den Tälern der Provinzen Nord- und Süd-Cinti und Tomina im Departamento Chuquisaca, Sahapaqui, Luribay und den Provinzen Loayza und Murillo im Departamento La Paz, in den Tälern von Turuchipa (Municipio Ckochas), Cotagaita, Vicchoca (Kanton Cotagaita), Tumusla, Poco Poco und Tirquibuco (Municipio Betanzos) und Oroncota (Municipio Puna) im Departamento Potosí und anderen bolivianischen Produktionszonen welche zukünftig festgelegt werden können.

## Arten von Singani
Es gibt 3 zugelassene Arten von Singani:

### Gran Singani / Singani de Altura
Ist das Produkt, üblicherweise gewonnen aus der einfachen oder doppelten Destillation von vergorenen Weinen aus der Traube Muscat d’Alexandrie, gelesen in einer Höhe von mindestens 1600 m. ü. M., hergestellt, destilliert, abgefüllt und gereift in den Zonen mit kontrollierter Ursprungsbezeichnung.
Produkte dieser Kategorie haben über die letzten Jahre im Ausland zahlreiche Auszeichnungen für ihre hohe Qualität gewonnen. Mittlerweile werden auch besonders hochwertige limitierte Singanis aus erlesenen Trauben mit dreifacher Destillation hergestellt.

### Singani erster Wahl
Ist das Produkt, gewonnen aus der Destillation von einer oder mehreren vergorenen weißen Vitis-Vinifera-Sorten, hergestellt, destilliert und abgefüllt in den Zonen mit kontrollierter Ursprungsbezeichnung.

### Singani zweiter Wahl
Ist das Produkt, gewonnen aus Trester von einer oder mehreren Sorten Vitis Vinifera, hergestellt, destilliert und abgefüllt in den Zonen mit kontrollierter Ursprungsbezeichnung.

## Bibliografie
- Austral Spectator: Apuntes sobre Grapas, Piscos y Singanis. = Notes on Grappas, Piscos and Singanis. In: Austral Spectator: Viñas, bodegas & vinos de América del Sur. 2005. = South American vineyards, wineries & wines. Austral Spectator, Buenos Aires 2004, ISBN 987-20914-1-2, S. 564f.